# T-Pistonz+KMCのTPKing!!
「T-Pistonz+KMCのTPKing!!」（ティーピストンズプラスケムシノティーピーキング）は、FM FUJIで毎週金曜日の23:00〜23:30に放送されていたラジオ番組である。2011年10月7日放送開始。2012年9月28日放送終了。

## パーソナリティ
- トン・ニーノ（T-Pistonz+KMC）
- KMC（T-Pistonz+KMC）

## タイトルの意味
TPKingとはT-Pistonz+KMCの大文字を取ったTPKに、金曜日のKinと王様のKingを足し、「金曜の王様になれたらいいな」という思いを込めてつけられた。

## コーナー
- ちょっと聴いてよ

リスナーから送られたT-Pistonz+KMCの2人に聴いてほしいことのメールに対し、トン・ニーノとKMCが週替わりで、格言や名言（迷言）またはラップで答えるというコーナー。

## 過去に出演したゲスト
- ヒロシ・ドット（T-Pistonz+KMC）（2011年11月25日、2012年7月6日）
- かながわIQ（2011年12月2日）
- 寺崎裕香（2011年12月17日）
- hie（Little Blue boX）（2012年1月20日、2012年7月27日)
- 北原沙弥香（2012年2月3日)
- yui（Little Blue boX）（2012年7月27日)
- イン・チキータ王子（2012年8月10日)